# Jenglish

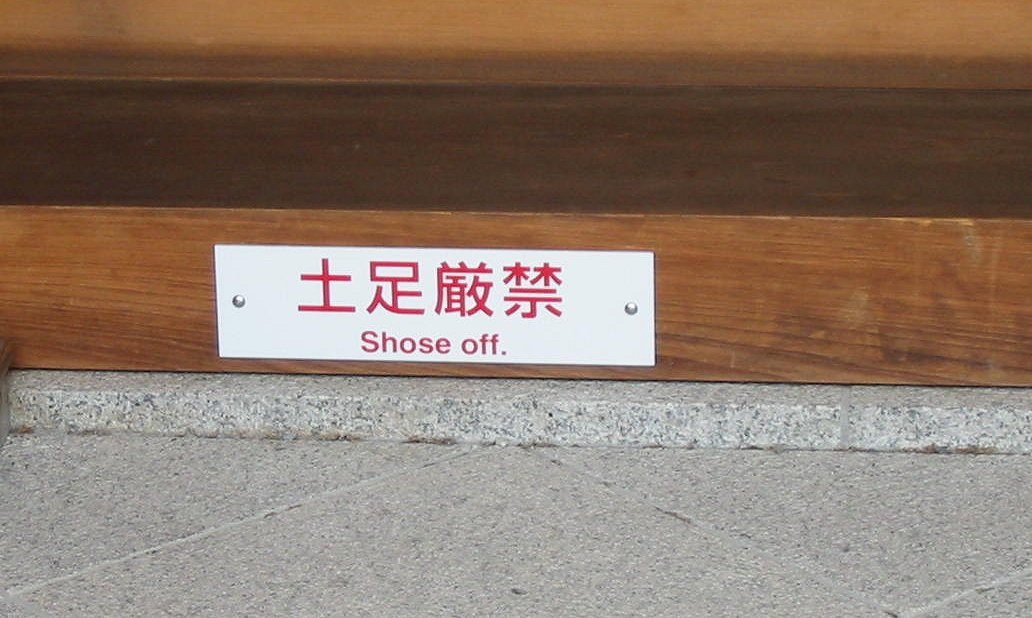
"Shose off" in plaats van "Shoes off", bij een tempel in Kyoto.

Jenglish, Jinglish, Engrish of Japlish is een aanduiding voor de manier waarop in Japan fouten worden gemaakt bij de vertaling van het Japans en andere Oost-Aziatische talen in het Engels. Deze taalfouten worden vaak als grappig ervaren en komen niet alleen voor op door privépersonen gemaakte aanduidingen, bedoeld voor buitenlanders, maar ook op officiëlere aanduidingen, zoals borden op straat, of verpakkingen van levensmiddelen. Het kunnen spelfouten zijn, maar ook komen veel vreemde uitingen voor.

## Vorming van Jenglish
In het Japlish worden Engelse woorden aangepast. Alle Japanse klanken waaruit de woorden bestaan, bestaan uit de volgende combinaties:
- klinker
- medeklinker + klinker
- de letter n.

Een letter 'L' wordt vervangen door een "rollende R", die maar één keer rolt.
Een Engels woord als "pen" kan zonder problemen in het Japans worden omgezet in "pen". Met een woord als milk wordt het iets moeilijker. Eerst worden medeklinkers gescheiden door er een klinker (meestal u) aan toe te voegen. Na vervanging van de L door de R ontstaat het woord:
MiRuKu. Dit woord voor melk is naast het inheemse gyû.nyû gebruikelijk. Op dezelfde manier is de McDonald's Hamburgerketen bekend onder de naam MaKuDoNaRuDo (マクドナルド).
Een uitzondering is een "m" aan het eind van een lettergreep. Deze wordt vaak niet verlengd met een klinker, maar verandert in een "n".
Na enig oefenen is een Engels woord makkelijk in Japlish om te zetten. Omgekeerd helpt kennis van Japlish om het Engels van een Japanner beter te verstaan.
Het Japans heeft veel woorden uit het Nederlands overgenomen, maar Hollanders hebben onder invloed van de Verlichting vooral nadruk gelegd op de betekenis van woorden en niet zozeer de klanken, zoals de Amerikanen het doen. Zo is het Nederlandse woord waterstof in het Japans terechtgekomen als water + stof (水素; sui.so), zwaartekracht als zwaarte + kracht (重力; jyû.ryoku), waterpokken als water + pok (水痘; sui.tou), stikstof als stikken + stof (窒素; chisso), enz. Met name in de exacte -en medische wetenschap wordt zeer veel van dit 'Nederlands' gebruikt.

## Geschreven Jenglish

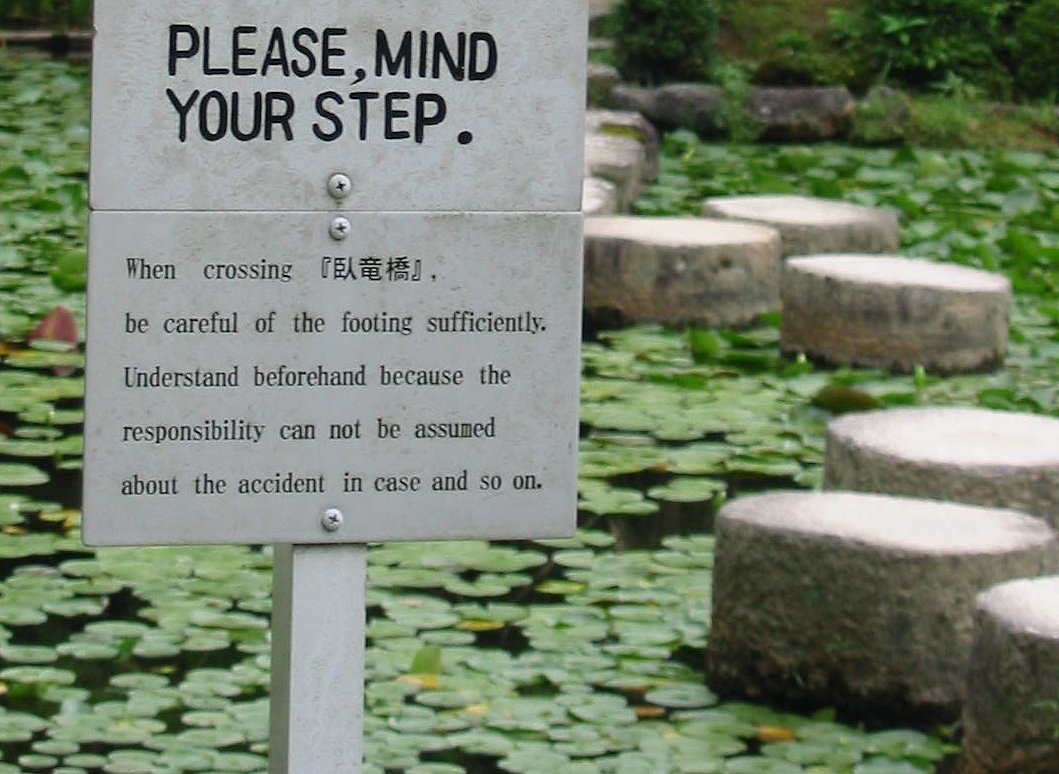
Waarschuwingsbord bij steppingstones in een tempeltuin te Kyoto, Japan. "When crossing (the stones) be careful of the footing sufficiently. Understand beforehand because the responsibility can not be assumed about the accident in case and so on."

De oorzaak van het Jenglish is dat het Engels voor Japanners buitengewoon moeilijk te leren is. De uitspraak is totaal anders. De extreem beleefde formuleringen van de Japanners zorgen voor komische effecten als deze letterlijk in het Engels worden vertaald. Omdat in Japan, net als in Nederland, kleding en tassen met Engelse teksten erg populair zijn wordt er veel Jenglish in Japan aangetroffen.
Lange woorden worden afgekort. Zo leidt Japanse Economie (Nihon Keizai) tot Nikkei, waar de Japanse index vandaan komt. Wordt deze methode op buitenlandse woorden toegepast, dan leidt dat soms tot nieuwe betekenissen. Instant koffiemelkpoeder wordt via Cream Powder tot クリープ, dat dan weer als 'Creep' aan de man wordt gebracht. Een paar Nederlandse woorden die wel fonetisch in het Japans terecht zijn gekomen zijn: bier (bîru; ビール) en kop (koppu; コップ). Het Engelse woord voor bier klinkt fonetisch als "bia" en wordt gebruikt in bijvoorbeeld beerhall (biahôru; ビアホール).

## Uitspraak
Engrish kan ook betrekking hebben op de Japanse uitspraak van Engelse leenwoorden. In gesproken Japans, wordt bijvoorbeeld Eric Clapton uitgesproken als Erikku kuraputon (eh rik koe koe rah poe ton), McDonald's wordt Makudonarudo (mah koe doh nah roe doh). Het Japans heeft slechts 5 klinkers en weinig combinaties met medeklinkers en geen apart klinkende L. In het Japans worden meer dan 600 Engelse leenwoorden in het dagelijkse spraakgebruik gebruikt, zoals handobooru for "handball" (ha-n-do-boo-roe), hankachi voor "handkerchief", fooku (fo-o-koe) voor "fork", teeburu (te-e-boe-roe) voor "table". Deze woorden worden opgeschreven in het katakana schrift. Hoe sterker de vervorming van de uitspraak, des te meer kan het gekwalificeerd worden als Engrish.

## Trivia
- Een beroemd voorbeeld is All your base are belong to us. Een uitspraak afkomstig uit het computerspel Zero Wing dat later een bekende internetmeme werd.